# De Haas (Oud-Sabbinge)
De Haas is een korenmolen aan de Kortedijk in de Nederlandse plaats Oud-Sabbinge (provincie Zeeland), die bij een brand op 19 april 1928 is vernietigd, vlak na een renovatie. Daarna is de molen gedraaid met dieselmotoren, vooral vanwege de unieke eencilinder Deutz/Bronsmotor van 18 pk. is de molen bijzonder. In 1939 is deze motor vervangen door een liggende Deutzmotor van 33 pk. Er zijn in heel Zeeland nog maar drie van deze motormaalderijen.
De naam is pas ontstaan in de twintigste eeuw, en verwijst naar het feit dat de molen een nogal klein spoorwiel had en daardoor erg snel draaide. Door de nabijheid van De Hoop moet dat nogal zijn opgevallen.
De stomp van de molen staat er nog steeds. Er zijn pseudokantelen aan gemaakt die de indruk van een kasteel wekken. Op de molen is een oude zeemijn geplaatst. Naast de molen bevindt zich een camping met dezelfde naam. De molen werd gebouwd door Gerard Bevelander.
Eigendomssituatie door de jaren heen:
- 1852: Dingenis Tolhoek krijgt permissie voor de bouw van een molen in Oud-Sabbinge
- 1852: Gerard Bevelander koopt de grond en bouwt een molen
- 1853: Cornelis de Leeuw wordt molenaar op de molen van Gerard
- 1854: Abraham Bevelander (zoon van Gerard) wordt molenaar (emigreert later naar Amerika)
- 1867: Molen verkocht aan Adriaan de Koster Verhage
- 1896: Molen verkocht aan W. Cense uit Goes
- 1886: Molen verkocht aan molenaar Dingenis van Strien uit Wolphaartsdijk
- 1909: Molen verkocht aan Cornelis van Oeveren die de molen pas van de naam 'De Haas' voorziet